# Bộ Cánh rộng

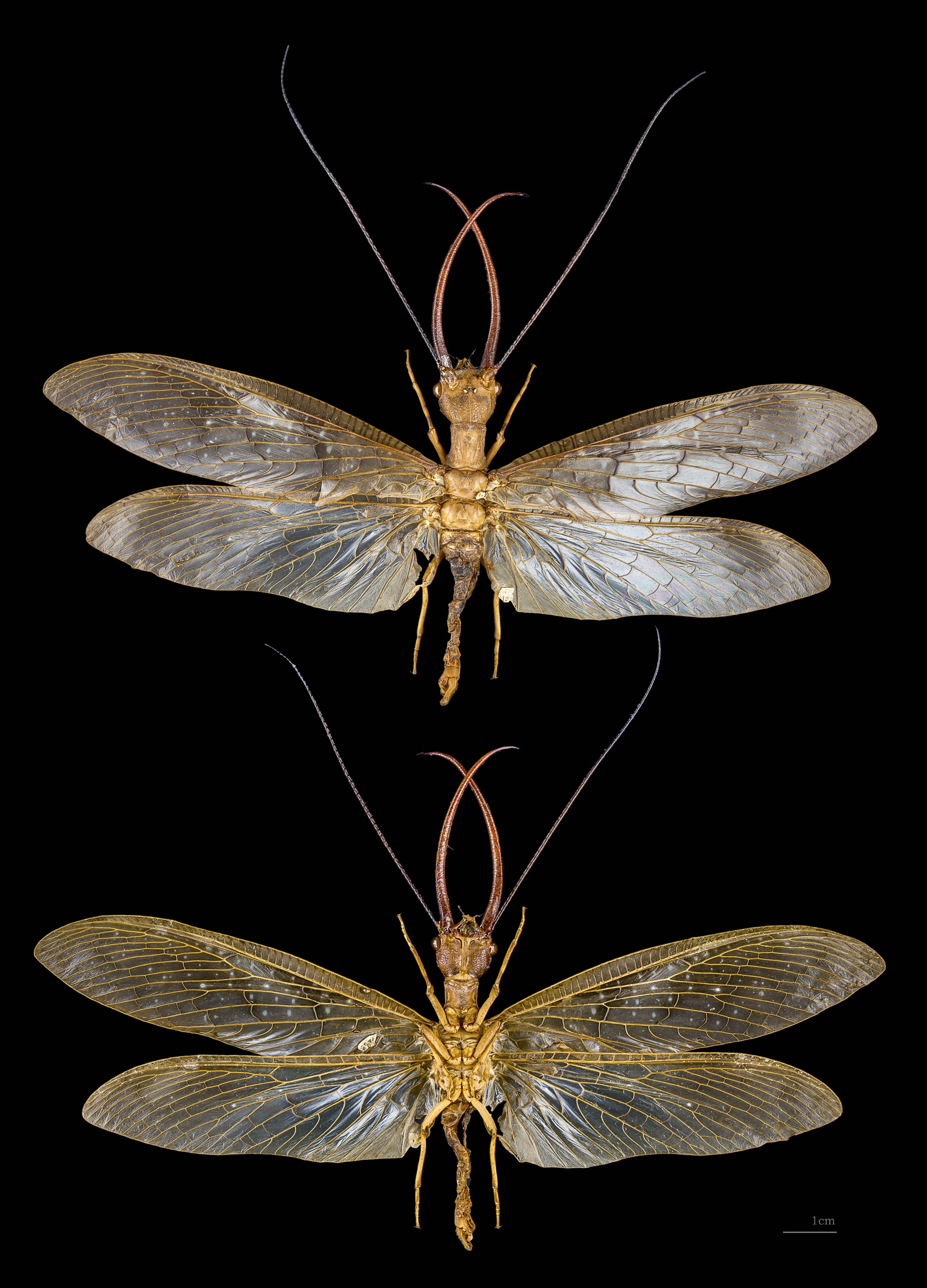
Corydalus cornutus

Bộ Cánh rộng (tên khoa học Megaloptera) là một bộ côn trùng. Bộ này gồm alderflies, dobsonflies và fishflies, và có khoảng 300 loài đã được biết đến.
Megaloptera trước đây thuộc nhóm Neuroptera, cùng với Bộ Cánh gân và snakefly, nhưng hiện nay đã được tách thành một bộ riêng, còn Neuroptera bao gồm bộ Cánh gân và các họ hàng của chúng (trước đây gọi là Planipennia). Neuroptera trước đây - đặc biệt là nhóm cánh gân - dù sao cũng có mối quan hệ rất chặt chẽ với nhau, và tên gọi của nhóm mới này là Neuropterida. Nhóm này được xếp vào hoặc là cấp liên bộ, với Endopterygota - là một cấu phần của chúng - trở thành một nhánh trên nó, hoặc Endopterygota được duy trì là một liên bộ, với Neuropterida không phân hạng là một phần của chúng. Trong nhóm endopterygote, họ hàng còn sinh tồn gần nhất của chúng là nhánh neuropterida gồm các loài bọ cánh cứng.